# Leila Ghandi
Leila Ghandi (tiếng Ả Rập: ليلى غاندي; sinh ngày 26 tháng 7 năm 1980 tại Casablanca), biệt danh "Người Maroc Titouan Lamazou  "  hoặc" Bent Battouta "(Con gái của Ibn Battuta), là một nhiếp ảnh gia và nhà báo người Maroc.

## Cuộc sống ban đầu
Leila được sinh ra ở Casablanca năm 1980. Bà là con gái của Amal Alami và Ali Ghandi, cựu Tổng giám đốc Hiệp hội Ma-rốc của ngành dược phẩm đã mất ngày 13 tháng 3 năm 2010  Năm 5 tuổi, bà vào trường Théophile Gautier nằm ở quận Maârif cho đến năm 1991, ngày bà gia nhập Lycée Lyautey. Sau khi có bằng tú tài tại Lycée Lyautey của Casablanca năm 1998, Leila Ghandi đã tham gia từ năm 1998 đến 2002 Trường Quản lý BEM ở Bordeaux và học kinh doanh quốc tế. Sau đó, vào năm 2004, bà đã có bằng Thạc sĩ Khoa học về Tiếp thị Chiến lược trong Chính trị. Trong thời gian học tại Science Po, từ năm 2002 đến 2004, bà đã trao đổi tại Đại học Portsmouth và lấy bằng về Quản lý và Kinh doanh Châu Âu.

## Sự nghiệp

### Chroniques de Chine
Chuyến đi Leila Ghandi đến Trung Quốc năm 2003. Một năm sau, bà trở về nước làm việc tại trung tâm đào tạo Pháp-Trung ở Bắc Kinh tùy thuộc vào Embassy of France, Beijing  như một dự án châu Âu có trách nhiệm.
Trong chuyến du lịch của mình, bà thường xuyên gửi email cho gia đình để nói với họ về cuộc sống mới. Trở lại Ma-rốc, ý tưởng đã đến với bà để mang tất cả các ghi chú của mình vào một cuốn sách. Do đó, nó được xuất bản vào tháng 12 năm 2006 Biên niên sử từ Trung Quốc được xuất bản bởi Le Fennec Editions. Lời nói đầu của cuốn sách được thực hiện bởi Dominique Reynié, giáo sư của bà tại Science Po ở Paris.
Để xuất bản tác phẩm của mình, Leila Ghandi đã nhận được một khoản tài trợ từ Dịch vụ Hợp tác và Hành động Văn hóa của Embassy of France, Rabat.

Năm 2008, bà là thành viên ban giám khảo tại Cuộc phiêu lưu và khám phá Liên hoan phim quốc tế lần thứ 12 tại Val-d'Isère. Cùng năm đó, bà đã giành được "Cúp thành công trong sự nữ tính" tại Cung điện Luxembourg, do Bộ trưởng Ngoại giao về Chính sách đô thị Fadela Amara giao.
| “ | I am deeply moved and very happy to award you this trophy because you represent exactly the style of free and modern women that must exist worldwide. | ” |

Năm 2009, bà nhận được cho cuốn sách của mình giải thưởng văn học từ Cơ quan phát triển quốc tế Hoa Kỳ (USAID).

### Voyages avec Leila Ghandi
Từ năm 2012, bà đã làm một chương trình với tên của mình trên 2M TV Voyages avec Leila Ghandi (Travels with Leila Ghandi) được phát sóng hàng tháng vào thời gian chính cho chương trình phim tài liệu Des Histoires et des Hommes (Lịch sử và Con người).
Đó là một loạt phim tài liệu du lịch làm nổi bật văn hóa và lối sống của mỗi quốc gia, thông qua những câu chuyện của con người, nơi bà cố gắng dùng bữa và ở lại với người dân địa phương.
Trong chuyến đi tới Palestine năm 2013, bà đã gặp một số tính cách bao gồm Michel Warschawski, Tổng thống Mahmoud Abbas, bà phỏng vấn gần một giờ trong văn phòng của ông Mukataa ở Ramallah.
Với tập này, bà đã giành chiến thắng trong cùng năm giải thưởng hạng mục Giải thưởng Nhà báo Anna Lindh Địa Trung Hải, do Quỹ Anna Lindh Euro-Địa Trung Hải tổ chức cho Đối thoại giữa các nền văn hóa, các nhà báo tiến bộ của France 2 và Arte.
Vào năm 2013, Leila Ghandi tham gia vào bộ phim tài liệu của Serge Moati "Méditerranéennes - mille et un combats" [Địa Trung Hải - một nghìn và một trận chiến], phát sóng trên France 2 trong chương trình Infrarouge (TV program).
Tập "Leila Ghandi ở Tunisia" của bà đã được tranh tài tại Liên hoan Truyền hình Monte-Carlo vào tháng 6 năm 2013.
Vào tháng 1 năm 2014, bà đã được tạp chí Jeune Afrique bầu chọn trong số 50 nhân cách làm Maroc.
Chương trình Voyages avec Leila Ghandi đã được trình chiếu trong ba mùa và tính đến tháng 6 năm 2016, 18 tập đã được phát sóng: 
| Tập phim | Quốc gia                             | Ngày phát sóng            | Kênh       |
| Phần 1   | Phần 1                               | Phần 1                    | Phần 1     |
| -------- | ------------------------------------ | ------------------------- | ---------- |
| 1        | liên_kết=\|viền Turkey               | Ngày 25 tháng 3 năm 2012  | TV 2 triệu |
| 2        | liên_kết=\|viền Brazil               | 29 tháng 4 năm 2012       | TV 2 triệu |
| 3        | rừng nhiệt đới Amazon                | 27 tháng 5 năm 2012       | TV 2 triệu |
| 4        | liên_kết=\|viền Senegal              | Ngày 24 tháng 6 năm 2012  | TV 2 triệu |
| 5        | liên_kết=\|viền Lebanon              | 28 tháng 10 năm 2012      | TV 2 triệu |
| 6        | liên_kết=\|viền Hàn Quốc             | Ngày 25 tháng 11 năm 2012 | TV 2 triệu |
| 7        | liên_kết=\|viền Tanzania             | Ngày 30 tháng 12 năm 2012 | TV 2 triệu |
| Mùa 2    |                                      |                           |            |
| số 8     | liên_kết=\|viền Viet Nam             | Ngày 27 tháng 1 năm 2013  | TV 2 triệu |
| 9        | liên_kết=\|viền Tunisia              | Ngày 24 tháng 2 năm 2013  | TV 2 triệu |
| 10       | liên_kết=\|viền Argentina            | Ngày 26 tháng 3 năm 2013  | TV 2 triệu |
| 11       | liên_kết=\|viền Palestine            | Ngày 28 tháng 4 năm 2013  | TV 2 triệu |
| 12       | liên_kết=\|viền Bỉ                   | Ngày 26 tháng 5 năm 2013  | TV 2 triệu |
| Mùa 3    |                                      |                           |            |
| 13       | liên_kết=\|viền Egypt (Cairo)        | Ngày 3 tháng 1 năm 2016   | TV 2 triệu |
| 14       | liên_kết=\|viền Norway               | Ngày 7 tháng 2 năm 2016   | TV 2 triệu |
| 15       | liên_kết=\|viền Tây Ban Nha (Madrid) | Ngày 6 tháng 3 năm 2016   | TV 2 triệu |
| 16       | liên_kết=\|viền Jordan               | Ngày 3 tháng 4 năm 2016   | TV 2 triệu |
| 17       | liên_kết=\|viền Bosnia (Sarajevo)    | Ngày 1 tháng 5 năm 2016   | TV 2 triệu |
| 18       | liên_kết=\|viền Pháp (Paris)         | Ngày 5 tháng 6 năm 2016   | TV 2 triệu |

## Cuộc sống cá nhân
Theo TelQuel, Leila Ghandi kiếm được mức lương khoảng 20 000 dirham mỗi tháng (2000 USD).
Trong chuyến lưu diễn tại Pháp của ca sĩ nhạc jazz Dee Dee Bridgewater năm 2000, Leila Ghandi đi cùng anh với tư cách là một vũ công. Bộ gõ, bà cũng là một thành viên của nhóm " Batala " Brazil, xảy ra trong nhiều lễ hội và lễ hội ăn thịt.
Từ ngày 3 đến ngày 8 tháng 5 năm 2015, với hai mươi phụ nữ, bà tham gia chương trình "Phụ nữ và Quyền lực: Lãnh đạo trong một thế giới mới" do Trường Chính phủ John F. Kennedy tổ chức tại Đại học Harvard.

## Triển lãm
Vào tháng 12 năm 2005, bà đã trưng bày một số mẫu vật xung quanh Tu viện Saint-Germain-des-Prés ở Paris.
Trong chuyến đi của bà ấy ở Trung Quốc, bà ấy đã chụp loạt phim đầu tiên của mình có tên "Trung Quốc vượt thời gian: la Chine d'un autre temps " đã được trưng bày tại Lucernaire  (Paris) vào tháng 1 / tháng 2 năm 2006.
bà trưng bày bộ truyện tương tự tại Phòng trưng bày Art Lounge ở Beirut vào tháng 4 năm 2006, dưới tên "Trung Quốc vượt thời gian & tâm linh, chân dung của Tây Tạng".
Vào tháng 1 năm 2007, bà đã tham gia cùng với bốn nhiếp ảnh gia khác để thực hiện "Regards (de) marocains sur le monde" được tổ chức tại Nhà thờ Thánh Tâm Casablanca.
Năm 2011, Leila Ghandi đã giành giải nhất cho cuộc thi nhiếp ảnh chuyên nghiệp của Liên minh châu Âu - Liên minh châu Phi "Người đẹp châu Phi ở tất cả các bang" với tư cách là đại diện cho Bắc Phi. những bức ảnh của bà đã được trưng bày tại trụ sở của Ủy ban Kinh tế Liên Hợp Quốc về Châu Phii và Liên minh Pháp Addis Ababa bên lề African Union summits, được tổ chức vào ngày 30 và 31 tháng  năm 2011 
Vào tháng 3/tháng 4 năm 2012, bà đã trưng bày bộ sưu tập "Vies à vies" của mình trong Phòng trưng bày nghệ thuật CDG của Rabat.

## Giải thưởng
- Trophée EuroMed de la Réussite au Féminin được giao tại Cung điện Luxembourg bởi Fadela Amara (2008)
- Giải thưởng văn học của Cơ quan Phát triển Quốc tế Hoa Kỳ (2009)
- Nhà lãnh đạo ý kiến của Tìm kiếm mặt bằng chung (2010)
- Nữ hoàng xuất sắc của Marseille-Provence 2013 (2012)
- Giải thưởng Nhà báo Địa Trung Hải của Anna Lindh Euro-Địa Trung Hải cho Đối thoại giữa các nền văn hóa (2013)
- Huân chương trật tự nghệ thuật và thư (2014)